# Der Deserteur (1926)
Der Deserteur ist ein US-amerikanischer Abenteuerfilm aus dem Jahr 1926 von Roy Del Ruth mit Monte Blue und Jane Winton in den Hauptrollen. Der Stummfilm wurde von Warner Bros. produziert und basiert auf dem Roman Across the Pacific von Charles E. Blaney.

## Handlung

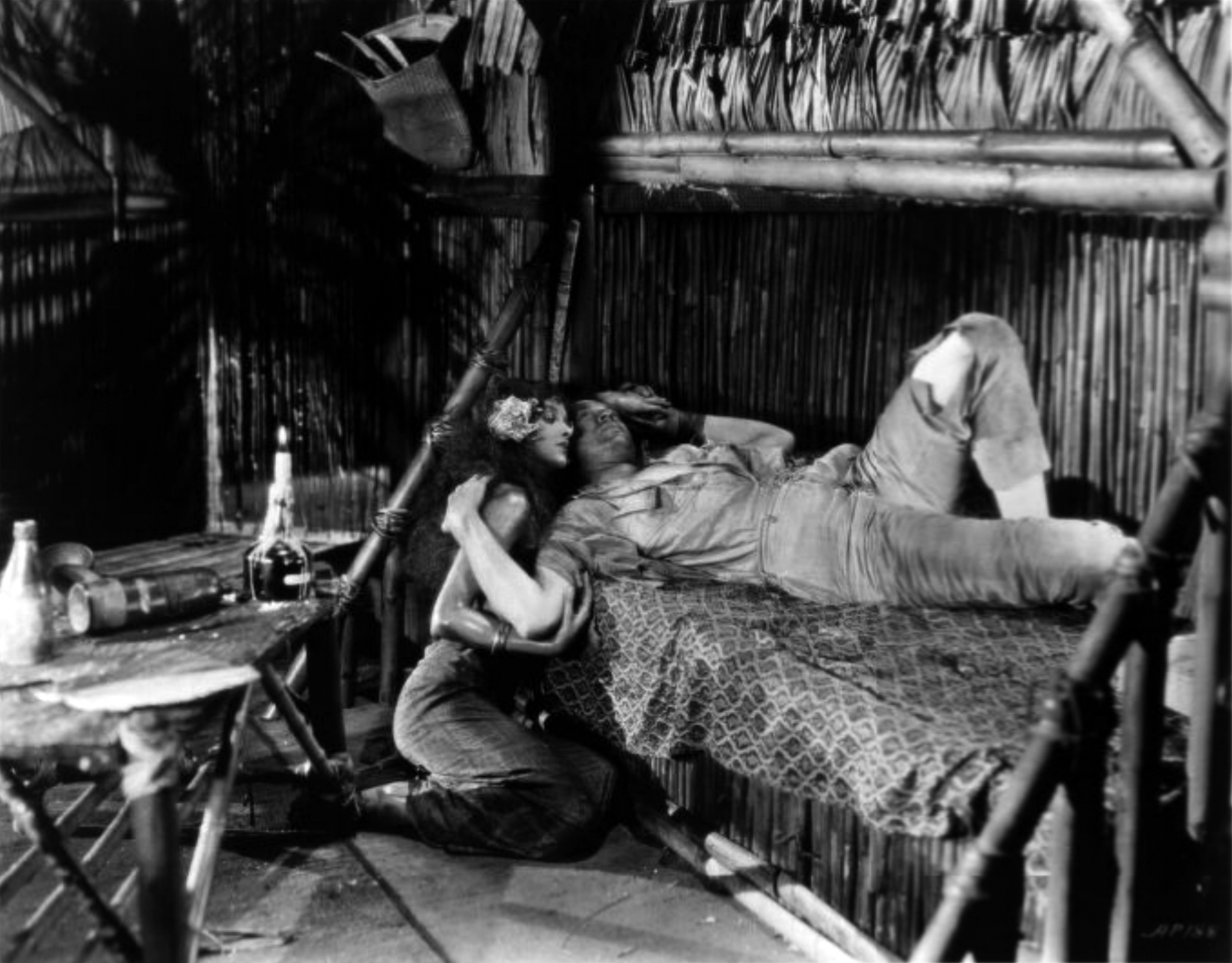
Szenenfoto mit Myrna Loy und Monte Blue

Als Monte durch die Testamentseröffnung seines Vaters von dessen Ungnade erfährt, verlässt er seine Geliebte Claire Marsh und meldet sich zum Kampf im Philippinisch-Amerikanischen Krieg. Unter der Führung ihres Guerillaführers Emilio Aguinaldo schwören die Filipinos den amerikanischen Invasoren den Tod. Als letzten Ausweg wird Monte befohlen, sich bei Roma einzuschmeicheln, einer Frau gemischter Abstammung, die Aguinaldos Truppen folgt. Bald fühlt sie sich zu Monte hingezogen. 
Colonel Marsh und seine Tochter Claire treffen am Posten ein. Roma, die ein Bild von Claire in Montes Sachen findet, verhält sich provokativ wie Montes Geliebte. Nach einer Reihe von Abenteuern erhält Monte die Wegbeschreibung zu Aguinaldos Lager und führt die Niederlage der Aufständischen herbei obwohl er in der Zwischenzeit als Deserteur gilt. Die trauernde Claire hat eingewilligt, den Offizier Captain Grover zu heiraten. Doch Monte kehrt zurück, um ihn als Verräter zu entlarven. Monte und Claire sind wieder vereint.

## Hintergrund
Der Film wurde am 28. April 1926 als einer von vier kommenden Warner-Filmen mit Monte Blue in der Hauptrolle angekündigt. Am 5. Juni 1926 wurde berichtet, dass Darryl F. Zanuck am Drehbuch arbeite. Am 3. Juli 1926 hieß es, die Dreharbeiten sollten am 1. Juli 1926 beginnen. Ein Produktionsplan vom 10. Juli 1926 gab an, dass die Dreharbeiten im Warner-Studio in Hollywood stattfanden. Außerdem wurde auf einer Ranch fünfzig Meilen nördlich von Hollywood ein „riesiges Set“ errichtet, um General Frederick N. Funstons Lager auf den Philippinen darzustellen, so ein Pressebericht vom 25. Juli 1926, in dem hinzugefügt wurde, dass die Produktion in dieser Woche abgeschlossen werden sollte.
Als Veröffentlichungstermin wurde am 4. September 1926 der 12. September 1926 angegeben. Die Premiere wurde jedoch auf den 1. Oktober 1926 verschoben.
Da keine Kopien der sieben Filmrollen existieren, gilt der Film als verschollen.

## Veröffentlichung
Die Premiere des Films fand am 1. Oktober 1926 in Los Angeles statt. 1928 kam er im Deutschen Reich und in Österreich in die Kinos, in Österreich unter dem Titel Feuertaufe.